# Technische Einteilung von Brücken

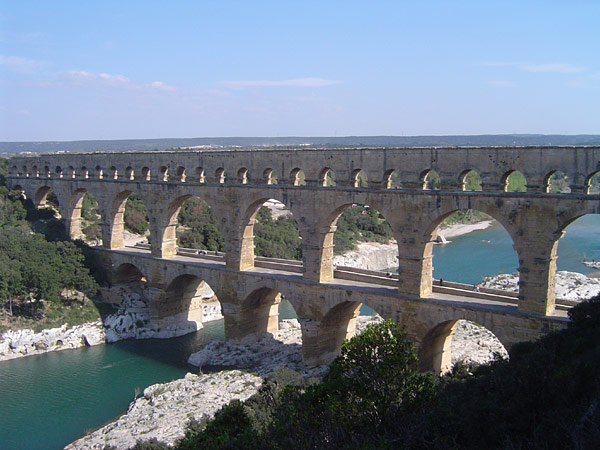
Pont du Gard, Frankreich: nach der Funktion ein Aquädukt, nach dem Tragwerk eine Bogenbrücke und nach dem Material eine Steinbrücke

Eine Einteilung von Brücken kann technisch nach unterschiedlichen Kriterien erfolgen: nach Funktion, Tragwerk, Dauerhaftigkeit des Überganges, Größe der Brücke, Art des überwundenen Hindernisses oder Spannweite.

## Einteilung nach Funktion
Brücken sind oft Bauwerke, die eine Straße, einen Schienenweg oder Leitungen tragen. Danach können sie weiter unterteilt werden. Die jeweilige Unterteilung ergibt sich aus dem in der Baugeschichte genannten Hauptzweck des Bauwerks.
| Bezeichnung                  | Bild                        | Beschreibung |
| ---------------------------- | --------------------------- | --- |
| Straßenbrücke Autobahnbrücke |                             | Straßenbrücken sind Bauwerke, die eine Straße tragen. Die Autobahnbrücken, die Autobahnen tragen, gehören zu den Straßenbrücken. |
| Eisenbahnbrücke              |                             | Eisenbahnbrücken tragen Eisenbahnen oder Straßenbahnen. |
| Fußgängerbrücke              |                             | Eine Fußgängerbrücke (in der Schweiz auch Passerelle) trägt einen Fußweg für Fußgänger, in vielen Fällen zusätzlich einen Radweg. |
| Aquädukt                     |                             | Ein Aquädukt trägt einen Wasserkanal oder eine Wasserleitung, wobei der Begriff manchmal das ganze System zum Transport des Wassers bezeichnet, also auch die Teile, die nicht auf einer Brücke liegen. Die Begriffe Oledukt und Gasodukt bezeichnen hingegen immer nur das ganze Bauwerk zum Transport von Öl respektive Gas und nicht nur eine Brücke. |
| Kanalbrücke                  |                             | Eine Kanalbrücke bezeichnet ein Bauwerk, das einen Schifffahrtskanal trägt. |
| Rollwegbrücke                |                             | Eine Rollwegbrücke oder Rollbahnbrücke für Flugzeuge ermöglicht Flughäfen eine Erweiterung über Straßen hinweg, Beispiel hierfür ist die Rollbahnbrücke am Flughafen Frankfurt. |
| Grünbrücke Wildbrücke        |                             | Eine Grünbrücke bezeichnet eine Verbindung von Lebensräumen der Natur in besiedelten Gebieten, die Tieren und Pflanzen dient, die vom Menschen gebauten Hindernisse zu überqueren. |
| Doppelstockbrücke            |                             | Doppelstockbrücken führen den Verkehr auf zwei übereinander liegenden Ebenen über den Brückenträger. Die beiden Ebenen können von gleichen oder unterschiedlichen Verkehrsträgern genutzt werden. |
| Schutzbrücke                 |                             | Schutzbrücken haben die Aufgabe zu verhindern, dass auf den darunter liegenden Verkehrsweg Gegenstände herabstürzen. Sie werden unter Seilbahnen und bei der Errichtung von Freileitungen gebaut. |
| Wohnbrücke                   | Krämerbrücke in Erfurt      | Im Mittelalter entstanden einige Brücken, die neben der Funktion, einen Verkehrsweg über ein Gewässer zu führen, auch als Wohn- oder Geschäftsräume dienten. Einige Exemplare sind erhalten geblieben, wie zum Beispiel die Krämerbrücke in Erfurt oder der Ponte Vecchio in Florenz, Italien.                                                           |
| Stauanlage                   | Stauwehr Oberföhring        | Stauanlagen sind Anlagen, die ein Fließgewässer aufstauen. Oft führt ein öffentlicher Fußweg oder eine Straße über die Stauanlage, so dass diese auch als Brücke dient. |
| Brückenrestaurant            | Brückengasthaus Frankenwald | Viele Autobahnraststätten sind als Brücke über die Fahrbahnen der Autobahn gebaut. Auf diese Weise können mit einem Bauwerk beide Verkehrsrichtungen bedient werden. |
| Skyway                       | Skywalk in Peking           | Die Bezeichnungen Skyway, Skywalk und Skybridge werden für Fußgängerbrücken benutzt, die zwei Gebäude verbinden und zum Innenraum dieser Gebäude gehören. |
| Fluggastbrücke               |                             | Eine Fluggastbrücke bezeichnet eine technische Einrichtung, die den Flugsteig mit dem Flugzeug verbindet, an manchen Orten besser bekannt als Gangway. |

## Einteilung nach Tragwerk
Tragwerke von Brücken nutzen die drei grundlegenden Arten von Kräften, die an mechanischen Strukturen auftreten können: Biegung, Druck und Zug. Daraus ergeben sich die Hauptgruppen von Brücken: Steinbogenbrücken, Balkenbrücken, Bogenbrücken, Hängebrücken und Schrägseilbrücken.

### Steinbogenbrücken

Steinbogenbrücke

Steinbogenbrücken werden seit über 2500 Jahren gebaut und manchmal auch Mauerwerksbrücken genannt. Das Baumaterial wurde später durch Tragwerke aus Spannbeton und Stahl abgelöst, die größere Spannweiten zulassen. Heute werden Steinbrücken nur noch für untergeordnete Zwecke gebaut.
Steinbogenbrücken können Spannweiten bis 100 Meter erreichen. Kleine Spannweiten dienen hauptsächlich der Entwässerung und werden meist als Durchlässe aus Beton oder anderen Materialien ausgeführt. Diese einfachen robusten Zweckbauwerke haben keine speziellen architektonischen Eigenschaften. Für Standardanwendungen bis zehn Meter Spannweite kommen Brücken aus Beton- oder Stahlfertigelementen zum Einsatz. Größere Bauwerke werden aus Stahlbeton errichtet.
Verschiedene Merkmale können Steinbrücken unterscheiden: die Form der Öffnungen, die Art des Mauerwerks, die Gestaltung des Stirnkranzes, sowie die Form der Strömungsteiler vor und hinter den Pfeilern.

#### Form der Strömungsteiler
| Bauform    | Bild |
| ---------- | ---- |
| dreieckig  |      |
| oval       |      |
| rechteckig |      |

#### Form der Öffnungen
| Bauform                    | Zeichnung | Bild                                                       | Beschreibung |
| -------------------------- | --------- | ---------------------------------------------------------- | --- |
| Rundbogen                  |           | Brücke von Alcántara                                       | Die Öffnung hat die Form eines perfekten Halbkreises. Der Rundbogen wird am häufigsten angetroffen. Diese Form wurde fast ausschließlich bei römischen Brücken verwendet. |
| Spitzbogen                 |           | Pont Saint-Martial in Limoges                              | Der Spitzbogen ist aus zwei Kreisbögen geformt, die sich im Bogenscheitel schneiden. Diese Form ist sehr alt, wurde aber hauptsächlich im Mittelalter verwendet. Sie hat den Vorteil, dass die horizontalen Kräfte reduziert werden und sich dadurch die Bögen einfacher bauen lassen, besonders bei Brücken mit mehreren Bögen. Nachteilig ist die höhere Bauhöhe verglichen mit einem Bauwerk mit Rundbogen. Im deutschen Sprachraum wurde diese Bauform selten verwendet, kam aber häufig in Portugal, Spanien, Frankreich, England und in der Arabischen Welt zur Anwendung. |
| Segmentbogen               |           | Ponte Vecchio                                              | Bei Segmentbögen liegt das Zentrum des Kreises deutlich unter dem Kämpfer. Diese Bauart wurde zwar bereits im 16. Jahrhundert entwickelt, aber erst im 18. Jahrhundert unter dem Einfluss von Jean-Rodolphe Perronet wurden die Bögen richtig flach gebaut und die Pfeiler verschmälert, so dass das Wasser besser abfließen konnte. |
| Korbbogen, Korbhenkelbogen |           | Moltkebrücke Brücke über den Lockwitzbach in Niedersedlitz | Der Bogen ist aus einer ungeraden Anzahl Kreisbögen zusammengesetzt, die zum Scheitel hin an Krümmung verlieren. Die Mittelpunkte sind paarweise am Lot durch den Scheitel gespiegelt. Das äußere Paar liegt auf der Linie durch die Korbbogenenden, die restlichen auf Parallelen darunter. Der unterste Mittelpunkt liegt auf dem Lot, weswegen ein Korbbogenscheitel nie spitzwinklig ausfällt. Werden die Mittelpunktpaare auf der Evolute einer Ellipse angeordnet, nähert der Korbbogen diese mit zunehmender Anzahl immer weiter an. Der Regelfall beschränkt sich auf drei oder fünf Kreisbögen, was den Strömungsquerschnitt des Flusses weniger mindert als elliptische Bögen und die Konstruktion vereinfacht. |

#### Art des Stirnkranzes
Der Stirnkranz ist die äußerste Reihe Steine an der Stirnseite des Gewölbes, die den Übergang zur Stirnmauer bildet. Die beiden Stirnmauern stützen das Füllmaterial der Brücke über den Gewölben seitlich ab. Der von unten sichtbare Teil des Gewölbes wird Laibung genannt.
Der Stirnkranz kann architektonisch verschieden gestaltet sein. Meistens ist die sichtbare Seite plan ausgeführt, sie kann aber auch mit erhabenem architektonischen Schmuckwerk versehen sein. Die Stirnbänder sind mehr oder weniger repräsentativ für die Epoche, in der die Brücke gebaut wurde.
| einreihig erhaben | zweireihig        | aus Blöcken                                        | zweireihig bündig          | unregelmäßig    |
| ----------------- | ----------------- | -------------------------------------------------- | -------------------------- | --------------- |
|                   |                   |                                                    |                            |                 |
| 1. bis 19. Jh.    | 2. bis 19. Jh.    | 11. bis 18. Jh.                                    | 11. bis 17. Jh.            | 17. bis 18. Jh. |
| Pont Saint-Michel | Göltzschtalbrücke | Römerbrücke bei Estoublon, Alpes-de-Haute-Provence | Pont Lesdiguières in Claix | Pont George V   |

#### Durchlässe

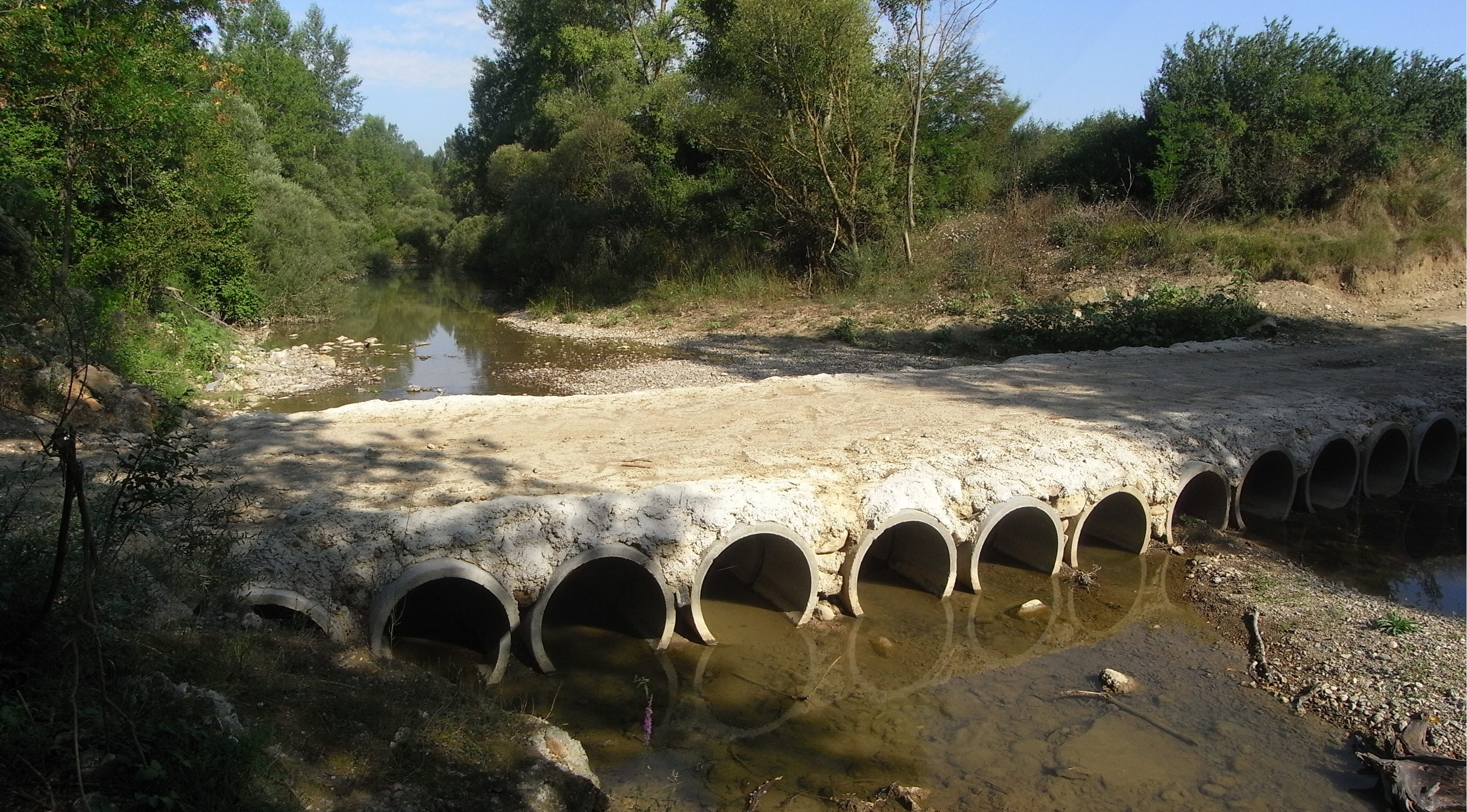
Durchlass an einem Fluss in Italien

Durchlässe können als Spezialfall der Bogenbrücke angesehen werden. Sie unterscheiden sich von den klassischen Steinbogenbrücken insofern, als die seitlichen Kräfte teilweise von der Hinterfüllung um das eigentliche Bauwerk abgetragen werden. Durchlässe werden vielfältig eingesetzt. Sie dienen der Überquerung von Wasserläufen wie Gräben, Bächen und Flüssen als Wildbrücke, aber auch als kleinste Form einer Eisenbahn- oder Straßenbrücke oder als Unterführung für Fußgänger oder Fahrradfahrer. Sie können aus bewehrtem oder unbewehrtem Beton, Stahl, Stein oder für kleine Querschnitte auch aus Hartplastik (HDPE) sein. Durchlässe müssen eine minimale Überdeckung mit verdichtetem Material haben, damit das Bauwerk die vorgesehene Festigkeit für die spätere Benutzung erreicht. Manchmal sind die Enden abgeschrägt, um besser der Form des Dammes zu folgen und den Durchlass weniger sichtbar zu machen. Die DIN 1076 unterscheidet strikt zwischen Durchlass und Brücke.
| Bauform              | Grafische Darstellung | Bild                                      | Kommentar |
| -------------------- | --------------------- | ----------------------------------------- | --- |
| Durchlass aus Beton  |                       | Wildbrücke über den Trans-Canada Highway  | Durchlässe aus Beton können entweder rund oder bogenförmig sein. Letztere können entweder aus einem Stück gegossen sein oder aus einem Bogen auf einer Fundamentplatte bestehen. Runde Betondurchlässe bestehen meist aus vorfabrizierten Röhren, bogenförmige Durchlässe können aus Ortsbeton oder ebenfalls aus vorfabrizierten Elementen bestehen. |
| Durchlass aus Metall |                       | Durchlass an einer Nebenstraße in den USA | Durchlässe aus Metall bestehen meist aus Wellblech, das zum Schutz vor Korrosion feuerverzinkt ist. Der Querschnitt ist entweder rund, elliptisch oder bogenförmig. |

### Balkenbrücken

Balkenbrücke

Alle Brücken, deren Überbau aus einem oder mehreren Balken bestehen, werden als Balkenbrücken bezeichnet. Die auf Biegung belasteten Balken üben infolge Eigengewicht nur vertikale Kräfte auf die Widerlager und Pfeiler aus. Die Balken lassen sich nach Bauform und Material einteilen. Durch die Kombination der beiden Eigenschaften ergibt sich eine Vielzahl von Ausführungsmöglichkeiten. Es gibt vier Balkenformen: der Balken aus Vollmaterial, der Hohlkastenträger oder Vollwandträger, der Fachwerkträger und der Langersche Balken, der eine Kombination aus einem Balken und einem bogenförmigen Fachwerk ist. Brücken mit Langerschem Balken werden meist zu den Bogenbrücken gezählt, weil das Haupttragwerk der Bogen ist. Das verwendete Baumaterial kann Metall, nicht-vorgespannter Stahlbeton, Spannbeton, Holz oder Verbundwerkstoff im eigentlichen Sinne wie zum Beispiel Kohlenstofffasern sein.

#### Integrale Brücken
Integrale Brücken sind Konstruktionen, die den Überbau vollkommen monolithisch mit dem Unterbau verbinden. Sie weisen weder Fahrbahnübergänge (Fugen) noch Auflager an den Brückenköpfen des Fahrbahnträgers auf. Bei semi-integralen Typen werden entweder Fugen oder Auflager vermieden, aber nicht beides. In der Vergangenheit waren solche Eigenschaften nur bei Rahmenbrücken und kürzeren Brücken zu finden. Es wurde gezeigt, dass auch andere Balkenbrücken, mit und ohne Vorspannung, auf diese Brückenelemente verzichten können. Die Berechnung solcher Tragwerkssysteme ist aufgrund der Boden-Bauwerk-Interaktion schwieriger, ihr Unterhalt hingegen einfacher.

#### Balkenbrücken aus nicht-vorgespanntem Stahlbeton
Die Stahlbetonbalken, meist aus Vollmaterial, liegen in Längsrichtung unter der Fahrbahn und werden in Querrichtung durch die darunterliegenden Betonwände, den Stielen, zusammengehalten. Die Abdeckung der Balken ist meist eine Stahlbetonplatte, welche die Balken von oben verbindet und mit diesen zusammen die Brückentafel bildet. Die Brückenplatte kann auch aus mehreren vorgefertigten Hohlprofilträgern oder ganz ohne Balken ausgeführt werden. Nicht-vorgespannte Stahlbetonbrücken werden hauptsächlich für kürzere Spannweiten eingesetzt, wie sie zum Beispiel zur Überquerung von Straßen oder anderen Verkehrswegen nötig sind.
| Bauform                   | Grafische Darstellung oder Querschnitt | Bild                                                 | Beschreibung |
| ------------------------- | -------------------------------------- | ---------------------------------------------------- | --- |
| Rahmenbrücke              |                                        | Kleiner Wilddurchlass aus Fertigelementen an der A14 | Rahmenbrücken werden häufig als Durchlässe für Fußgänger, Wild oder Bäche verwendet. Die Widerlagerwände wie auch die Stirnmauern halten die Hinterfüllung zurück. Solche Bauwerke sind meist teilweise oder ganz vorfabriziert und lassen sich deshalb sehr schnell errichten.                                |
| Zweifeldrige Rahmenbrücke |                                        | Wildbrücke an der A14 bei Schwerin                   | Die Brückenplatte ist zwischen den Stielen und den Pfeilern biegesteif verbunden und bildet mit diesen einen festen Rahmen ohne Widerlager und Fahrbahnfugen, wodurch weniger Unterhalt nötig ist. |
| Vollplattenbrücke         |                                        |                                                      | Vollplattenbrücken bestehen aus einer in Ortsbeton erstellten Brückenplatte, die eine Stützweite von 8 bis 20 Meter hat, zwischen einem halben und einem ganzen Meter dick ist und sich auf Widerlager und Pfeiler stützt. Die Oberfläche ist meist leicht geneigt ausgeführt, damit das Wasser ablaufen kann. |
| Brücke mit Rippenplatte   |                                        |                                                      | Die Rippen der Brückenplatte ermöglichen eine leichtere Konstruktion der Platte im Vergleich zu Platten ohne Rippen. |
| Plattenbalkenbrücke       |                                        | Versuchsstrecke des Aérotrain                        | Bei dieser Art von Bauwerken ruht die Fahrbahnplatte auf Balken, die oft die Form eines I haben. Die Balken haben auf Grund ihrer Höhe eine große Steifigkeit, so dass mit dieser Bauweise größere Spannweiten erreicht werden können.                                                                         |

#### Balkenbrücken aus Spannbeton
Brücken mit Balken aus Spannbeton werden ab Spannweiten von ungefähr 30 Meter verwendet. Es kommen die folgenden Varianten für den Überbau zur Ausführung:
- Rippenplatte, die auf einem Lehrgerüst erstellt wird, anwendbar bis ungefähr 60 Meter Spannweite
- Spannbetonbalken mit nachträglicher Vorspannung, anwendbar bis ungefähr 60 Meter Spannweite
- Hohlkastenträger, der vor Ort erstellt wird und im Taktschiebeverfahren über den Unterbau geschoben wird, anwendbar bis 100 Meter Spannweite
- Hohlkastenträger, der im Freivorbau erstellt wird, anwendbar bis ungefähr 140 Meter in Ausnahmefällen bis 300 Meter Spannweite. Bei dieser Methode wird das Bauwerk symmetrisch von den Pfeiler aus errichtet, wobei die Segmente genannten Brückenteile entweder vor Ort gegossen oder als Fertigelemente verbaut werden. Die Stabilität des Bauwerkes schon während dessen Errichtung wird erreicht, indem nach dem Einbau jedes Segmentes dieses mit dem bereits bestehenden Bauwerk verspannt wird.

| Bauform                                                         | Grafische Darstellung | Foto                                          | Beschreibung |
| --------------------------------------------------------------- | --------------------- | --------------------------------------------- | --- |
| Vollplatten- oder Plattenbalkenbrücke                           | oder                  | Brücke über den Canal de Briare               | Brückentafeln von Spannbetonbrücken können mit sehr geringen Bauhöhen errichtet werden. Heute werden ungefähr ein Viertel aller Straßenbrücken und die meisten Autobahnbrücken auf diese Art gebaut. |
| Plattenbalkenbrücke mit nachträglich vorgespannten Einzelstegen |                       | Brücke bei Champtoceaux über die Loire        | Die Einzelbalken werden vor Ort im letzten Schritt ihrer Montage vorgespannt. Sie können durch Distanzstücke in Querrichtung verbunden sein, um eine höhere Quersteifigkeit zu erreichen. Die Fahrbahnplatte kann entweder auf die Träger vor Ort komplett betoniert werden oder es werden vorgefertigte Platten aufgelegt, die gleichzeitig als Schalung für die Fertigung der Deckplatte dienen. Diese Bauart wird für Spannweiten von 30 bis 60 Meter verwendet. |
| Plattenbalkenbrücke mit ab Werk vorgespannten Einzelstegen      |                       | Überführung Weg Hesseler                      | Die Einzelbalken werden während der Fertigung im Werk in einem Spannbett vorgespannt und danach auf die Baustelle transportiert. Sind die Balken auf den Zwischenpfeilern nicht miteinander kraftschlüssig verbunden, sind sie statisch bestimmt, andernfalls statisch unbestimmt. Diese Bauart wird für Spannweiten von 30 bis 50 Meter verwendet. |
| Hohlkastenträger                                                |                       | Pont de l’île de Ré in Frankreich             | Der Überbau besteht aus einem trapezförmigen oder rechteckigen Hohlkörper, der seitlich mit Kragarmen versehen ist. Lange Kragarme sind oft zusätzlich durch Druckstreben am Hohlkörper abgestützt. Der Hohlkastenträger kann auch mehrere Hohlräume, sogenannte Zellen, aufweisen und ist im Regelfall begehbar. Die Höhe des Hohlkastenträgers kann entweder konstant sein oder sich gegen die Mitte des Brückenfeldes verjüngen, was als gevouteter Hohlkastenträger bezeichnet wird. Die Vorspannung erfolgt mit durchlaufenden Spannkabeln, die entweder außerhalb des Betons verlaufen oder in Hüllwellrohren innerhalb des Betons verlegt sind. Wird die Brücke im Freivorbau erstellt, sorgen Kragarmspannkabel für die Festigkeit der Brücke während der Bauphase. Diese Spannglieder werden von den Pfeilern ausgehend in der Nähe der oberen Deckplatte angeordnet und an der Stirnseite der zuletzt hinzugefügten Segmenten verankert. |
| Auslegerbrücke                                                  |                       | General-Rafael-Urdaneta-Brücke                | Als erste Auslegerbrücke in Spannbetonbauweise gilt die 1951 erbaute Lahnbrücke in Balduinstein. Das Tragprinzip kommt auch in Kombination mit Hohlkastenträgern vor. Vorläufer der Betontypen sind die Stahlfachwerk-Auslegerbrücken. |
| Sprengwerkbrücke                                                |                       | Brücke bei Rječina, Kroatien                  | Sprengwerkbrücken können ähnlich wie Bogenbrücken große Spannweiten erreichen. Sie werden oft aus ästhetischen Gründen gewählt, weil sie ein kleines seitliches Profil haben und keine senkrechten Linien aufweisen, die in einigen Ländern unerwünscht sind. |
| Extradosed-Brücke                                               |                       | Twinkle Kisogawa Brücke in der Nähe von Tokio | Extradosed-Brücken ähneln von ihrem Aussehen den Schrägseilbrücken mit dem Unterschied, dass die Pylone niedriger sind. Das Tragwerk ist ein Spannbetonbalken, dessen Spannseile außerhalb des Querschnitts des Balkens über die Pylone verlaufen. Dadurch kann der Balken stärker vorgespannt werden und kommt daher mit einer kleineren Bauhöhe aus. |

#### Stahlverbundbrücken
Stahlverbundbrücken weisen sowohl Tragwerksteile aus Stahl, wie auch solche in Stahl- oder Spannbeton auf. Die verwendeten Baumaterialien werden gemäß ihren Eigenschaften optimal genutzt, das heißt Beton wird auf Druck und Stahl auf Zug belastet. Die Materialien sind mechanisch fest miteinander verbunden und bilden dadurch eine Einheit. Diese Bauweise hat seit den achtziger Jahren eine starke Entwicklung erfahren, besonders die Brücken mit offenem Querschnitt, die eine günstige Lösung für Spannweiten zwischen 35 und 80 Meter darstellen. Sie eignet sich auch für Bauwerke, die in engen Bögen liegen, oder eine besonders niedrige Bauhöhe verlangen.
| Bauform                                  | Querschnitt | Foto                                                               | Beschreibung |
| ---------------------------------------- | ----------- | ------------------------------------------------------------------ | --- |
| WIB-Brücke Walzträger-in-Beton-Brücke    |             | Überführung über die Eisenbahnstrecke Tours – Saint-Nazaire        | Der Überbau dieser Brücken besteht aus Walzträgern, die teilweise oder vollständig mit Beton umgossen sind. Sie haben den Vorteil, dass sie kein Lehrgerüst benötigen und deshalb praktisch ohne Unterbrechung des Verkehrs auf der darunterliegenden Eisenbahnstrecke gebaut werden können. Solche Brücken werden heute bei vielen Bahnverwaltungen eingesetzt.                                                    |
| Zweistegige Stahlverbundbrücke           |             | Autobahnbrücke in Frankreich                                       | Diese Brücken werden häufig für Spannweiten zwischen 25 und 110 Metern eingesetzt. Die I-Profile aus Stahl können entweder mit vollem oder durchbrochenem Steg, mit konstanter Höhe oder gevoutet ausgeführt sein. Für besonders breite Überbauten können mehrere Stege eingesetzt werden. Die Brückenplatte ist aus Stahlbeton und ab einer Breite von 13 Metern in Querrichtung vorgespannt.                      |
| Stahlverbundbrücke mit Hohlkastenüberbau |             | Eisenbahnbrücke der Hochgeschwindigkeitsstrecke LGV Est européenne | Stahlverbundbrücken mit Hohlkastenüberbau gewährleistet eine gute Lastverteilung auch bei einseitigen Lasten. Sie können große Torsionsbelastungen aushalten, wie sie typischerweise bei Brücken in Bögen auftreten. Der Hohlkastenträger kann ein- oder mehrzellig ausgeführt oder mit Stegen und Trennwänden versehen sein. Weiter können unter den seitlichen Kragarmen zusätzlich Druckstützen angebracht sein. |

#### Stahlträgerbrücken
Die Stahlträger können entweder unter der Fahrbahn oder beidseitig der Fahrbahn angeordnet sein. Erste Stahlbrücken verwendeten Fachwerkträger, heute werden wegen der einfachen Herstellung meist Vollwandträger verwendet. Für besonders leichte Brücken wird das Brückendeck als orthotrope Platte ausgeführt – eine Stahlkonstruktion, die in Längsrichtung durch angeschweißte Sicken und in Querrichtung durch Rippen versteift ist.
| Bauform                                              | Grafische Darstellung | Bild                             | Beschreibung |
| ---------------------------------------------------- | --------------------- | -------------------------------- | --- |
| Plattenbalkenbrücke mit orthotroper Fahrbahnplatte   |                       | Eisenbahnbrücke über den Avon    | Besonders leichte und flexible Konstruktion, die jedoch erheblichen Berechnungsaufwand und sorgfältige Konstruktion der Details verlangt. Sie ist geeignet für erdbebengefährdete Gebiete, in denen schwere und steife Bauwerke ungeeignet sind, und in sehr kalten Gebieten, in denen der Bau von Betonbrücken kompliziert und kostspielig ist. |
| Stahlhohlkastenbrücke mit orthotroper Fahrbahnplatte |                       | Pont de Cheviré                  | Hohlkastenträger können Verwindungskräfte besser aushalten als Vollwandträger. Der Hohlkasten ist mit Versteifungen versehen, die verhindern, dass das Tragwerk knickt, abschert oder sich zu stark verwindet. Die meisten Stahlhohlkasten sind gegen die Umgebungsluft abgedichtet, um Korrosion zu verhindern. |
| Stahlträgerbrücke mit aufgelegter Betonplatte        |                       | Pont Guillaume-le-Conquérant     | Bei dieser Bauart ist die Fahrbahnplatte kein Teil des Tragwerks, weil die Kräfte aus der Durchbiegung des Überbaus einzig durch die Stahlkonstruktion abgetragen werden. Die Betonfahrbahnplatte ist mechanisch nicht mit der Stahlkonstruktion verbunden, sondern nur aufgelegt, wodurch die Kosten für die Verbindungselemente gespart werden können. |
| Bollman-Träger-Brücke                                |                       | Bollman Truss Brücke in Maryland | Der 1852 patentierte Bollman-Träger war der erste komplett aus Eisen bestehende Träger, der für den Bau von Eisenbahnbrücken verwendet werden konnte. Er wurde ausschließlich in den USA eingesetzt und war bereits 1895 nicht mehr gebräuchlich. Der Träger besteht aus einem als Rahmen ausgebildeter Obergurt, der von Pfosten gestützt wird, die wiederum an den Enden des Obergurtes abgespannt sind. Die Konstruktion ist deshalb kein Fachwerkbalken, sondern ein unterspannter Träger. |
| Gitterträgerbrücke                                   |                       | Rheinbrücke Waldshut–Koblenz     | Gitterträgerbrücken sind Brücken mit Trägern aus einer Vielzahl sich diagonal kreuzender Stäbe, die an den Kreuzungspunkten miteinander verbunden sind. Schmiedeeiserne Brücken ließen sich damit billiger herstellen als die ersten Hohlkastenbrücken mit rundum vollverschlossenen Flächen. Die Technik wurde um 1860 verwendet, aber bald von stählernen Fachwerkträgerbrücken abgelöst. |
| Fachwerkträgerbrücke                                 |                       | Pont Victoria                    | Fachwerkträger bestehen aus vertikalen, horizontalen und schrägen Metallstäben, die zwischen zwei Gurten, dem Obergurt und dem Untergurt, eingespannt sind. Die Träger sind meist seitlich der Fahrbahn angeordnet oder umschließen diese in einer kastenförmigen Struktur. Sie wurden im 19. Jahrhundert häufig verwendet, vor allem für Eisenbahnbrücken. Heute werden Fachwerkträger nur noch verwendet, wenn aus konstruktiven Gründen keine Lösung mit Tragwerk unter der Fahrbahn gewählt werden kann. Weil Fachwerkbrücken nur verhältnismäßig kleine leichte Einzelteile benötigt, die sich einfach lagern und transportieren lassen, werden sie oft als Notbrücken eingesetzt und auch von Streitkräften verwendet. |
| Vollwandträgerbrücke                                 |                       | Eisenbahnbrücke Werder           | Vollwandträgerbrücken bestehen aus zwei Längsträger aus Blech, die oben und unten mit Flanschplatten versehen sind und mit Rippen versteift sind. Sie werden häufig für Zweckbauten ohne architektonische Ansprüche mit Spannweiten zwischen 20 und 50 m eingesetzt. Die Fahrbahn kann entweder aus Betonplatten, Stahlgittern oder Stahlplatten bestehen, die auf Stahlträger aufgelegt sind. |
| Stahlfachwerk-Auslegerbrücke                         |                       | Forth Bridge                     | Auslegerbrücken benutzen Kragträger im Tragwerk. Frühe Ausführungen, wie zum Beispiel die Forth Bridge nutzten über Flusspfeilern aufgebaute trapezförmige turmartige Fachwerke, die mit Einhängeträgern verbunden wurden. Die häufigste Bauart ist die Gerberträgerbrücke, bei der zwei von den Flussufern aus über je einen Pfeiler gebaute Kragträger mit einem Einhängeträger verbunden werden. Mit dieser Bauart können auf einfache Weise große Spannweiten erreicht werden. |
| Gerüstpfeilerviadukt                                 |                       | Lethbridge Viaduct               | Bei dieser Konstruktion sind die einzelnen Pfeiler als sich nach oben verjüngende Fachwerktürme mit rechteckigen Querschnitt aufgebaut. Der Abstand zwischen den einzelnen Pfeilern ist relativ gering. Sie eignen sich zur Überwindung von breiten nicht zu tiefen Einschnitten, wie es oft beim Eisenbahnbau nötig war. Die größte Gerüstpfeilerbrücke ist der mehr als anderthalb Kilometer lange Lethbridge Viaduct in Kanada. |
| Sprengwerkbrücke                                     |                       | Pont Joseph Le Brix              | Sprengwerkbrücken können auch in Stahl gebaut werden. Fehlt ein Hang zur Abstützung des Sprengwerks, kann dieses auch verdoppelt werden, um die Schubkräfte aufzunehmen, wie zum Beispiel bei der Brücke über den großen Kanal in Le Havre. |
| Pendelpfeilerbrücke                                  |                       | Eisenbahnbrücke in Norwegen      | Bei Pendelpfeilerbrücken sind die Pfeiler gelenkig mit dem Überbau und dem Fundament verbunden. Sie gehören zu den ältesten Konstruktionen, die Eisen für die Pfeiler verwendeten, und wurden anfänglich vor allem im urbanen Bereich eingesetzt, wo zu wenig Platz für Mauerwerkspfeiler vorhanden war oder die Bauhöhe der Brücke beschränkt war. Die Konstruktion wird gelegentlich heute noch eingesetzt für die Vorbrücken von langen Hängebrücken. |
| Hohlkastenbrücke                                     |                       | Conwy Railway Bridge             | Das Tragwerk besteht aus einem Hohlkasten, der durch zusätzliche Balken auf der Ober- und Unterseite verstärkt ist. Es ist ein Vorläufer der heutigen Hohlkastenträger mit der Eigenheit, dass die Fahrbahn innerhalb des Hohlkastens verläuft. Die Bauweise wurde In England sehr früh für Eisenbahnbrücken verwendet. Sie wurde bald von kostengünstigeren Bauweisen mit Gitterträgern, später mit Fachwerkträgern abgelöst. |

### Holzbrücken
Holz ist eines der ältesten Materialien, das zum Brückenbau eingesetzt wird.
| Bauform                                        | Seitenriss | Bild                                                               | Beschreibung |
| ---------------------------------------------- | ---------- | ------------------------------------------------------------------ | --- |
| Holzbalken                                     |            | Fußwegbrücke bei Vallorcine                                        | Die frühesten Brücken bestanden aus einem Baumstamm, der über einen Bach gelegt wurde. Für sehr kurze Spannweiten werden Balkenbrücken immer noch verwendet, z. B. wenn eine Unterstützung an vielen Stellen möglich ist. Holz ist ein erneuerbarer, leichter und elastischer Baustoff mit einem großen Widerstand gegen Durchbiegung. |
| Brettschichtholzbrücke                         |            | Brücken aus Leimholz-Trägern am Keystone Wye, USA                  | Brettschichtholzbalken bestehen aus mit einem duroplastischen Leim zusammengeklebten Brettern und können dadurch mechanisch große Kräfte aushalten. Mit solchen Tragwerken lassen sich Überbauten mit Spannweiten bis 40 Meter erstellen, die eine geringere Bauhöhe als Massivholzkonstruktionen haben. |
| Fachwerkträger-Brücke (viele gedeckte Brücken) |            | Brücke über die kleine Emme bei Wolhusen                           | Die meisten gedeckten Brücken sind Fachwerkbrücken aus Holz, deren Tragwerk durch eine Verkleidung und ein Dach vor der Witterung geschützt ist. Obwohl eine erste Dokumentation diese Bauweise bereits in den vier Büchern zur Architektur von Andrea Palladio zu finden ist, setzte sich die Bauweise erst gegen Ende des 18. Jahrhunderts durch. Besonders verbreitet war sie in waldreichen Gebieten nördlich der Alpen und in Nordamerika. Die Spannweiten reichen typischerweise von 20 bis 50 Meter. Auch Bogenbrücken oder eine Kombination von Balken- und Bogenbrücken wurden als gedeckte Brücken errichtet. |
| Sprengwerkbrücke                               |            | Pont d'accès à l'aire de Chavanon                                  | Die Abbildung zeigt eine ungewöhnliche Sprengwerkbrücke, die in der Ansicht einer üblichen Brücke aus Stahlbeton ähnelt, deren tragender Unterbau aber aus Holz besteht. Durch das Sprengwerk vermindert sich die freie Spannweite der Konstruktion, so dass Gesamtlängen von 20 bis 40 Meter erreicht werden können. |
| Trestle-Brücke                                 |            | Wilburton Trestle, die größte Trestle-Brücke im Nordwesten der USA | Trestle-Brücken (Gerüst- oder Bockbrücken) aus Holz konnten ebenso wie Steinbogenbrücken schon in vorindustrieller Zeit mit handwerklichen Mitteln errichtet werden. Im 19. Jahrhundert wurden beim Bau von Eisenbahnen durch den Wilden Westen der Vereinigten Staaten in waldreichen Gebieten gewaltige Trestle-Brücken aus rohen Baumstämmen errichtet. |

### Bogenbrücke

Bogenbrücke

Im Gegensatz zu Steinbogenbrücken mit mehreren Bögen und Pfeilern überwinden Bogenbrücken aus Holz, Beton oder Stahl mit einem einzigen bogenförmigen Tragwerk den Fluss oder den Abgrund. Im Haupttragwerk, dem Bogen, treten nur Druckkräfte auf, die an die Fundamente an den Enden des Bogens, den Kämpfern abgeleitet werden. Sie können in verschiedenen Materialien gebaut werden, die Fahrbahn kann gegenüber dem Bogen verschiedene Lagen einnehmen, siehe Bogenbrücke#Lage der Fahrbahn.
Bogenbrücken werden heute meist im Freivorbau errichtet.
| Merkmal           | Bauform                                  | Schnitt | Bild                            | Beschreibung |
| ----------------- | ---------------------------------------- | ------- | ------------------------------- | --- |
| Lage der Fahrbahn | Aufgehängte Fahrbahn                     |         | Elgin Brücke                    | Die Fahrbahnplatte ist am Bogen aufgehängt mit der Hilfe von Hängern. Die Hänger bestehen aus Kabel, Metallstangen, Betonpfosten oder Holzbalken. Bei Netzwerkbogenbrücken sind die Hänger schräg gestellt, wodurch einseitige Lasten vom Bogen besser aufgenommen werden können. |
| Lage der Fahrbahn | Abgehängte Fahrbahn (Versenkte Fahrbahn) |         | La Conner's Rainbow Bridge      | Die Fahrbahn ist auf halber Höhe angeordnet, so dass sie den Bogen schneidet. Dies ergibt die leichteste Variante der Bogenbrücke, da die Länge der Hänger und der Steher kürzer wird als in den anderen beiden Varianten. |
| Lage der Fahrbahn | Aufgeständerte Fahrbahn                  |         | Bloukrans Bridge                | Die Fahrbahn befindet sich auf Stehern über dem Bogen. Diese Variante eignet sich besonders gut zur Überwindung von Tälern, weil der Bogen in dieser Variante kürzer ausfallen kann als bei den anderen Varianten. Weiter kann nur bei dieser Variante der Bogen über die ganze Breite der Fahrbahn angeordnet werden. Sie eignet sich aber nur, wenn die hohe Lage der Fahrbahn über den Kämpfern im Gelände keinen Nachteil darstellt. |
| Material          | Stahl                                    |         | Aggersundbroen                  | Stahlbrücken erlauben eine große Freiheit bei der architektonischen Gestaltung, wie zum Beispiel beim Pont Bac de Roda von Santiago Calatrava umgesetzt. Die Bogenbrücken mit den größten Spannweiten sind in Stahl gebaut. Den Rekord hält zurzeit die Chaotianmen-Yangtse-Brücke in Volksrepublik China mit 552 m. |
| Material          | Stahlbeton                               |         | Pont de Saint-Pierre-du-Vauvray | Beton ist das wirtschaftlichste Material für Bogenbrücken mit Spannweiten von 35 bis 200 Meter. Erste Brücken wurden noch ähnlich wie Steinbogenbrücken aus Betonsteinen gebaut. Später kamen Stampfbeton, Stahlbeton und Spannbeton zum Einsatz, so dass immer kühnere Bauwerke möglich wurden. |
| Material          | CFST-Brücke                              |         | Liantuo-Brücke                  | Erst seit Kurzem werden CFST-Brücken (englisch Concrete Filled Steel Tube) errichtet. Ihr Haupttragwerk besteht aus einem mit Beton gefülltem Stahlrohrbogen, wodurch dieser vor dem Einknicken geschützt ist. Diese Konstruktionsweise wird vor allem in China angewendet. Erste Bauwerke stammen aus dem Jahr 1990. Sie werden für Spannweiten von 100 bis über 400 Meter angewendet. |
| Material          | Holz                                     |         | Kintai-Brücke                   | Holz eignet sich für den Bau von Bogenbrücken wegen dessen guten Eigenschaften bezüglich Druckbelastung. Viele gedeckten Brücken sind als Bogenbrücke gebaut, wobei der Bogen von außen nicht sichtbar ist. |
| Anzahl Gelenke    | Zweigelenkbrücke                         |         | Viaduc de Garabit               | Die Gelenke befinden sich bei einer Zweigelenkbrücke an den Fußpunkten des Bogens, bei einer Dreigelenkbrücke zusätzlich im Scheitel. Sie erlauben seitliche und vertikale Bewegungen der Brücke und machen dadurch das Bauwerk weniger starr. Gelenke werden vor allem bei Eisenbahnbrücken und im Besonderen bei Bauwerken für Hochgeschwindigkeitsstrecken eingesetzt, wo die Beanspruchungen in Längsrichtung besonders groß sind. Bei Betonbrücken verhindert ein Gelenk im Scheitel, dass Risse auftreten, falls sich die Kämpfer unterschiedlich setzen. |
| Anzahl Gelenke    | Dreigelenkbrücke                         |         | Viaduc du Viaur                 | Die Gelenke befinden sich bei einer Zweigelenkbrücke an den Fußpunkten des Bogens, bei einer Dreigelenkbrücke zusätzlich im Scheitel. Sie erlauben seitliche und vertikale Bewegungen der Brücke und machen dadurch das Bauwerk weniger starr. Gelenke werden vor allem bei Eisenbahnbrücken und im Besonderen bei Bauwerken für Hochgeschwindigkeitsstrecken eingesetzt, wo die Beanspruchungen in Längsrichtung besonders groß sind. Bei Betonbrücken verhindert ein Gelenk im Scheitel, dass Risse auftreten, falls sich die Kämpfer unterschiedlich setzen. |
| Spezialfälle      | Linsenförmiges Tragwerk                  |         | Royal Albert Bridge             | Diese Brücken bestehen aus zwei bogenförmigen Tragwerken, die einander gegenüberliegen und dadurch an die Form einer Linse erinnern. |
| Spezialfälle      | Langerscher Balken Stabbogenbrücke       |         | Geratalbrücke Bischleben        | Die beiden Enden des Bogens sind durch einen Balken verbunden, der die Zugkräfte aufnimmt. Im Unterschied zu den anderen Bogenbrücken überträgt diese Bauart nur vertikale Kräfte auf die Widerlager, weshalb sie oft auch zu den Balkenbrücken gezählt werden. Brücken dieser Bauart werden sowohl in Stahl wie in Beton hergestellt. Sie werden meist als Straßenbrücken, Eisenbahnbrücken oder als Fußgängerbrücken eingesetzt. |

### Hängebrücke

Hängebrücke

Die klassischen Hängebrücken bestehen aus einem Fahrbahnträger aus Stahl oder Beton, der mittels Hängern an zwei Tragkabeln aufgehängt ist, die über zwei Pylonen geführt sind. Die Hänger sind vertikale Tragseile, welche die Last des Fahrbahnträgers auf die Tragkabel übertragen. Diese parabelförmig durchhängenden Kabel übertragen eine vertikal nach unten wirkende Kraft auf die Pylone, die von diesen in den Baugrund abgeleitet wird. Gleichzeitig werden die Tragkabel auch auf Zug beansprucht, der von den Verankerungen an den Enden der Brücke aufgenommen wird.
Bei mehrfeldrigen Hängebrücken werden die vom Verkehr verursachten Längskräfte durch Kabel abgetragen, die über die Spitzen der Pylonen verlaufen. Diese
Kabel tragen keine vertikalen Lasten. Die vertikalen Hänger können durch schräge Seile ergänzt sein, welche die Durchbiegung des Fahrbahnträgers vermindern.
| Merkmal        | Bauform                                                    | Schnitt | Bild                               | Beschreibung |
| -------------- | ---------------------------------------------------------- | ------- | ---------------------------------- | --- |
| Aufhängung     | Ketten                                                     |         | Clifton Suspension Bridge          | Kettenbrücken waren die ersten Hängebrücken des Industriezeitalters, wenngleich ältere Exemplare aus der Himalayaregion, genauer aus Tibet und Bhutan, bekannt sind. Die ersten Brücken verwendeten geschmiedete Ketten, spätere verwendeten Augenstäbe, die mittels Augen und Bolzen beweglich miteinander verbunden sind. Sie ermöglichten Spannweiten, die zuvor nicht erreicht werden konnten, wie die vom Engländer Thomas Telford gebaute Menai-Brücke, die 1826 die damalige Rekord-Spannweite von 176 m ermöglichte. Die Technik wird heute kaum mehr angewendet, es gibt aber noch einige bestehende Bauwerke. |
| Aufhängung     | Seil aus Naturfaser                                        |         | Hängebrücke Q’iswachaka            | Die älteste Bauform der Hängebrücke bestand lediglich aus mehreren Naturfaser-Seilen. Sie konnte mit wenig Mitteln und in kurzer Zeit erstellt werden, aber das Bauwerk ist sehr fragil und erfordert viel Unterhalt. Diese Technik wird heute nur noch in abgelegenen ländlichen Regionen für kurze Spannweiten verwendet. |
| Aufhängung     | Drahtseil                                                  |         | Himalaya-Brücke bei Drac           | Drahtseile bestehen aus einzelnen Drähten, die erst zu Litzen verdreht werden, die Litzen werden wiederum zu einem Seil verdreht. In der Fachsprache wird bei diesem Vorgang nicht von verdrehen, sondern von schlagen gesprochen. Marc Seguin hat den Bau von Hängebrücken im 19. Jahrhundert revolutioniert, indem er erstmals Drahtseile an Stelle von Ketten verwendete. Die Seile sind wesentlich stärker und leichter als Ketten. Die heute verwendeten Tragkabel aus Stahl sind Paralleldrahtseile, die meistens mit einer Verkleidung als Korrosionsschutz versehen sind.                                       |
| Aufhängung     | Spannbandbrücke                                            |         | Holzbrücke bei Essing              | Der Überbau besteht bei diesen Brücken meist aus dünnen Beton- oder Holzsegmenten, die auf die darunter verlaufenden Tragseile aufgelegt werden. Die Ausführung ist auch ohne Tragseile möglich, indem die Elemente direkt miteinander verbunden werden. Diese schlanken Brücken benötigen wenig Material und können relativ einfach errichtet werden, was eine kostengünstige Bauform ergibt. Sie wird heute nur für den Rad- und Fußwege benutzt, da die durchhängende Fahrbahn für den schnelleren Verkehr ungeeignet ist.                                                                                           |
| Fahrbahnträger | Betonplatten mit Versteifungsträger                        |         | Pont de Montjean-sur-Loire         | Betonplatten, die mit Versteifungsträgern verbunden sind, sind kostengünstiger als vollständig aus Stahl bestehende Fahrbahnträger. Diese Bauform eignet sich aber nur für Bauwerke mittlerer Spannweite. Die Versteifungsträger können entweder unter der Fahrbahn oder als Brüstung angeordnet werden. Sie verteilen die Last gleichmäßig auf die Hänger der Brücke. |
| Fahrbahnträger | Orthotrope Platte                                          |         | Mülheimer Brücke                   | Eine orthotrope Platte besteht aus Stahlplatten, die durch Längs- und Querprofile versteift sind. Diese Art von leichtem torsionssteifem Überbau ist typisch für Hängebrücken und erlaubt erst die heute möglichen großen Spannweiten. In Deutschland wurde die Technik erstmals bei der 1951 eröffneten Mülheimer Brücke angewendet. |
| Verankerung    | Ankerblöcke im Baugrund                                    |         | Pont de Tancarville mit Ankerblock | Die Ankerblöcke einer klassischen Verankerung im Boden müssen das ganze Gewicht des Überbaus, das in Form von Zugkräften über die Tragkabel in sie gelangt, an den Baugrund weiterleiten. Je länger und dadurch auch schwerer der Überbau ist, umso größer sind diese Kräfte, weshalb die Ankerblöcke aus schweren Materialien wie zum Beispiel Beton erstellt werden und tief im Baugrund eingegraben sind. Der Baugrund muss zudem auch noch relativ stabil sein, um die Kräfte aufnehmen zu können. Die Tragkabel verteilen sich im Ankerblock, damit die Kräfte über eine möglichst große Fläche verteilt werden.   |
| Verankerung    | Selbstverankerung (Zügelgurtbrücke, „Unechte Hängebrücke“) |         | Friedrich-Ebert-Brücke (Duisburg)  | Bei dieser Bauform sind die Tragseile an der Fahrbahnplatte verankert. Sofern sie vorhanden sind, nehmen die Ankerblöcke nur vertikale Kräfte auf, während die horizontalen Kräfte in die Fahrbahnplatte abgeleitet werden, die entsprechend schwer und steif ausgelegt sein muss. Diese Lösung wird bei schlechtem Baugrund angewendet, der die Kräfte der Ankerblöcke nicht aufnehmen könnte. Die Bauform wird auch als Unechte Hängebrücke bezeichnet, weil die Zugkräfte nicht in den Baugrund abgeleitet werden.                                                                                                   |

### Schrägseilbrücke

Schrägseilbrücke

Eine Schrägseilbrücke besteht aus einem Fahrbahnträger aus Stahl oder Beton, der von mehreren an Pylonen verankerten Spannseile getragen wird. Die vertikalen Lasten werden über die Spannseile in Form von Zugkräften an die Pylone geleitet und von diesen in Form von Druckkräften senkrecht in den Baugrund eingeleitet. Die horizontalen Kräfte entstehen auf beiden Seiten in Richtung des Pylons und werden durch den Fahrbahnträger aufgenommen, der auch Streckträger genannt wird.
Die Schrägseilbrücken unterscheiden sich durch die Ausführung des Seilfeldes und des Brückenträgers, sowie die Anzahl der Pylonen und deren Anordnung.
| Merkmal                  | Bauform                                 | Aufriss | Bild                             | Kommentar |
| ------------------------ | --------------------------------------- | ------- | -------------------------------- | --- |
| Anordnung der Seile      | büschelförmig                           |         | Pont de Lézardrieux              | Bei der büschelförmigen Anordnung werden alle Seile an einem einzigen Knoten im Pylonenkopf verankert. Die kurzen Seile sind praktisch senkrecht und behindern eine horizontale Bewegung des Brückenträgers gegenüber dem Pylon kaum. Bei Brücken mit zwei Pylonen lässt sich die temperaturbedingte Längenänderung des Brückenträgers mit der Büschelanordnung einfach beherrschen, es muss nur dafür gesorgt werden, dass sich der Brückenträger bei mindestens einem Pylon frei in Längsrichtung bewegen kann.        |
| Anordnung der Seile      | fächerförmig                            |         | Rio-Andirrio-Brücke              | Die Seile sind bei einer fächerförmigen Anordnung im oberen Bereich in mehreren Knoten angeordnet. Auf diese Weise lassen sich die Knoten einfacher ausbilden. |
| Anordnung der Seile      | harfenförmig                            |         | Frauenbrücke Puente del Alamillo | Bei der harfenförmigen Anordnung sind die Seile parallel zueinander. Die ästhetisch ansprechende Anordnung zeigt ein mechanisch komplexes Verhalten. Die kurzen Seile behindern eine Längsbewegung zwischen Pylon und Fahrbahnträger, so dass dieser zusätzliche Horizontalkräfte aufnehmen muss. Schräg stehende Pylone einhüftiger Konstruktionen erinnern in besonderer Weise an eine Spiere (engl. spar), womit harfenförmige Schrägseilbrücken weiter unterteilbar sind.                                            |
| Anordnung der Seile      | sternförmig                             |         | Bild einer Umsetzung gesucht     | Diese Anordnung verankert die Schrägseile weitgehend punktuell mit dem Fahrbahnträger und verteilt im Gegenzug die Verbindungsstellen an den Hüften (Pylon) über die Höhe. |
| Anordnung des Seilfeldes | mittig                                  |         | Iroise-Brücke                    | Einige Brücken wurden mit einem einzigen mittig angeordneten Seilfeld ausgeführt. Sie sind in der Regel Autobahnbrücken, wo sich die Verankerung des Seilfeldes im Mittelstreifen der Autobahn befindet. Es ist ein Schutz gegen die mögliche Beschädigung der Seile durch verunfallende Lastkraftwagen erforderlich. Bei dieser Bauform ist der Fahrbahnträger in der Regel als Hohlkastenträger ausgeführt, weil er die Verwindungskräfte, die durch einseitige Belastung entstehen, zu den Widerlagern ableiten muss. |
| Anordnung des Seilfeldes | seitlich                                |         | Öresundbrücke                    | Bei der Anordnung von zwei Seilfeldern auf beiden Seiten des Fahrbahnträgers genügt es, wenn die Pylone der beiden Seiten im Fundament miteinander verbunden sind. Erst bei sehr langen Schrägseilbrücken ist es erforderlich, dass die beiden Pylonen jeder Seite mit einem Querbalken verbunden sind. |
| Fahrbahnträger           | Stahl                                   |         | Rheinkniebrücke                  | Die Stahlfahrbahnträger von langen Schrägseilbrücken sind wie bei den Hängebrücken meist als orthotrope Platte ausgeführt. Sie wiegen nur etwa ein Fünftel einer gleichwertigen Betonkonstruktion. |
| Fahrbahnträger           | Beton                                   |         | Koror–Babeldaob Bridge           | Bei Schrägseilbrücken mit zwei Seilebenen muss der Fahrbahnträger nicht verwindungsfest sein. Dies erlaubt die Verwendung von Betonträger, die vor Ort gegossen werden oder aus Fertigteilen zusammengesetzt werden. Für kleine Spannweiten genügt eine einfache Betonplatte, an der seitlich die Seile verankert werden können. |
| Anzahl der Pylone        | ein Pylon (einhüftige Konstruktion)     |         | Nový Most                        | Einige Brücken wurden mit einem Pylonen ausgeführt, der symmetrisch zum Brückenträger steht. Häufiger wird eine asymmetrische Konstruktion verwendet, wobei der Pylon in der Vorbrücke oder in einem Ankerblock rückverankert ist und ein Teil der auf den Brückenträger wirkenden vertikalen Kräfte durch das dem Pylon gegenüberliegende Widerlager aufgenommen werden. |
| Anzahl der Pylone        | zwei Pylonen (zweihüftige Konstruktion) |         | Saint-Nazaire-Brücke             | Dies ist die häufigste Bauart einer Schrägseilbrücke. Das Verhältnis zwischen der Spannweite zwischen Pylon und Widerlager zur Spannweite zwischen den Pylonen beträgt weniger als 0,4, um zu vermeiden, dass sich die Seile zwischen Pylonen und Widerlager in ungünstigen Fällen entspannen können. |
| Anzahl der Pylone        | mehrere Pylonen                         |         | Viaduc de Millau                 | Diese Bauform erlaubt die Überwindung von großen Tälern wie zum Beispiel der Viaduc de Millau in Frankreich, Meerengen wie zum Beispiel die Rio-Andirrio-Brücke in Griechenland oder breiten Flüssen wie zum Beispiel die 1600 m lange Ganges-Brücke mit zehn Pylonen. Im Vergleich zu herkömmlichen Balkenbrücken kann die Anzahl Pfeilerfundamente verringert werden und dadurch Kosten gespart werden. |

## Einteilung nach der Dauerhaftigkeit des Überganges

### Feste Brücken
Das Tragwerk einer festen Brücke ist in seiner Form unveränderlich und für dauerhaften Gebrauch erstellt. Die meisten Brücken gehören zu dieser Kategorie.

### Bewegliche Brücken
Eine bewegliche Brücke verfügt über ein Tragwerk, das als Ganzes oder in Teilen bewegt werden kann. Sie werden vor allem für die Querung von Hafenzufahrten und Kanälen eingesetzt, wo die für die Schifffahrt notwendige lichte Höhe eine aufwändige feste Brücke mit langen Auffahrtsrampen verlangen würde. Unter der Voraussetzung, dass der Straßen- oder Bahnverkehr, wie auch der Schiffsverkehr durch die zeitweisen Unterbrechungen nicht zu stark behindert wird, lassen sich an solchen Stellen Brücken einsetzen, deren Tragwerk so bewegt werden kann, dass es wechselweise den Verkehr über den Brückenträger oder den darunter verlaufenden Verkehr freigibt. Sie sind kostengünstiger als eine gleichwertige feste Brücke.
In Einzelfällen werden auch bewegliche Brücken zur Querung von Bahngleisen eingesetzt. Beispiele sind die Klappbrücke Grünenwald in der Schweiz, die eine Zahnradstrecke überquerte oder die Schubbrücke auf dem Gelände des Prüfcenter Wegberg-Wildenrath, welche die Zufahrt zum Testcentrum erlaubt, ohne dass die Schienen der Teststrecke durch eine niveaugleiche Kreuzung unterbrochen werden müssen, was die Geschwindigkeit auf der Teststrecke herabsetzen würde.
Die im Wehrbau verwendet Zugbrücken gehören ebenfalls zu den beweglichen Brücken. Sie ermöglichen die Zugangskontrolle, indem die Brücke bei drohender Gefahr durch Hochklappen unbenutzbar gemacht wird.
| Bauform       | Seitenriss | Bild                                          | Beschreibung |
| ------------- | ---------- | --------------------------------------------- | --- |
| Hubbrücke     |            | Pont Jacques Chaban-Delmas, Bordeaux          | Der Fahrbahnträger wird in waagerechter Lage nach oben bewegt und gibt dadurch die Wasserstraße frei. Im Gegensatz zu anderen beweglichen Brücken wird die Durchfahrtshöhe für die Schifffahrt durch den angehobenen Fahrbahnträger beschränkt. |
| Drehbrücke    |            | Nordschleusenbrücke, Bremerhaven              | Der Fahrbahnträger dreht sich um eine vertikale Achse, meist ein einzelner im Gewässer stehender Pfeiler. Um die Passage für die Schifffahrt freizugeben, wird der Fahrbahnträger um 90 Grad gedreht, so dass er parallel zur Wasserstraße steht. |
| Schwebefähre  |            | Schwebefähre unter der Rendsburger Hochbrücke | Der Brückenträger trägt nicht die Fahrbahn, sondern eine Laufkatze, an der mit Seilen eine Gondel befestigt ist, in welcher der Verkehr übersetzen kann. Der Betrieb ist einer Fähre ähnlich. In speziellen Fällen nutzt die Schwebefähre den Brückenträger einer bestehenden Brücke und erlaubt somit die Abwicklung des Verkehrs auf einer weiteren Ebene. Der Betrieb und Unterhalt einer Schwebefähre sind aufwendig, weshalb keine neuen solchen Anlagen mehr gebaut werden. Die bestehenden Anlagen stehen meist unter Denkmalschutz. |
| Zugbrücke     |            | Zugbrücke in Breukelen                        | Bei dieser Form wird eine um eine horizontale Achse drehende Klappe durch Seile, Ketten oder Stangen, die am äußeren Ende der Brückenklappe ansetzen, hochgezogen. Diese Bauform wird sowohl bei Wehrbauten (siehe oben) wie auch für zivile Nutzung angewendet. Die zivilen Anwendungen verwenden meist zwei gegenüberstehende Zugbrücken und sind vor allem in Holland und Belgien verbreitet. Bei dieser Bauform sind die Klappen an parallel über der Klappe verlaufenden Balken, den Schwungruten befestigt. Diese haben eine eigene Drehachse über derjenigen der Klappe und sind hinter dieser mit Gegengewichten ausbalanciert. Die Brücke lässt sich dadurch mit wenig Kraftaufwand bedienen, weil nur die Reibungskräfte der Scharniere und Gelenke überwunden werden muss. |
| Klappbrücke   |            | Tower Bridge                                  | Diese ähnelt der Zugbrücke. Die beweglichen Klappen sind mit unter dem festen Brückenteil liegenden Gegengewichten ausbalanciert. Die Klappbrücke ist damit leichter zu bewegen als die Zugbrücke, da hier nur der Reibungswiderstand der horizontalen Achse zu überwinden ist. |
| Schwimmbrücke |            | Mülheimer Schiffbrücke                        | Bei dieser auch als feste oder provisorische Brücke gebauten Bauform wird der Brückenträger von im Wasser liegenden Schwimmkörpern getragen. Es besteht die Möglichkeit, einen Teil des Brückenträgers auszuschwimmen, um das Gewässer für die Schifffahrt freizugeben. |

### Provisorische Brücken
Provisorische Brücken werden verwendet, wenn die Überwindung von Gewässern oder Geländeeinschnitten nur für eine beschränkte Zeit vorgesehen ist. Sie werden von den Genietruppen der Streitkräfte verwendet, dienen aber auch zivilen Zwecken, wie zum Beispiel als Ersatzbrücke, während der Reparatur oder dem Neubau einer bestehenden Brücke. Die Eisbrücken, die nur im Winter bestehen, zählen auch zu den nur zeitweise bestehenden Brücken.
| Bauform           | Bild                                         | Beschreibung |
| ----------------- | -------------------------------------------- | --- |
| Behelfsbrücke     | Bailey-Brücke                                | Behelfsbrücken bestehen meist aus verschraubten Fachwerkkonstruktionen, deren Einzelteile mit normalen Lastkraftwagen transportiert werden und meist sogar von mehreren Personen getragen werden können. Die Teile lassen sich ähnlich einem Baukasten zu Brücken von verschiedenen Längen und Bauformen zusammenstellen. |
| Schwimmbrücke     | Ponton-Brücke in Nordirland                  | Schwimm- oder Pontonbrücken werden sowohl für militärische wie auch für zivile Zwecke an Stellen, wo Gewässer überquert werden müssen, eingesetzt. Die Einzelteile lassen sich mit Lastkraftwagen transportieren. Sie lassen sich schnell errichten, weil sie keine Brückenpfeiler oder Widerlager benötigen, lediglich die Schwimmkörper müssen verankert werden, so dass sie von einer allfälligen Strömung nicht abgetrieben werden. Diese Bauform wurde in Europa eingesetzt, um im Krieg zerstörte Flussübergänge wiederherzustellen. |
| Brückenlegepanzer | M60A1 Armored Vehicle Launched Bridge (AVLB) | Brückenlegepanzer dienen rein militärischen Zwecken. Das gepanzerte Fahrzeug kann an der Front eine mitgeführte Brücke über Geländeeinschnitte verlegen. Die maximale Spannweite der verlegten Brücke erreicht beinahe 20 Meter. |
| Eisbrücke         | Eisbrücke in Kanada                          | Eisbrücken sind Querungen zugefrorener Flüsse, die nur in der kalten Jahreszeit bestehen. Sie werden auch heute noch in Russland und Kanada genutzt. Seltener wurden auch Eisenbahnstrecken über gefrorene Gewässer verlegt, so zum Beispiel in den Anfängen der Transsibirischen Eisenbahn ein Teilstück über den Baikalsee, oder die Eisstraßenbahnen in Sankt Petersburg. Verläuft der Verkehrsweg in Längsrichtung auf dem Fluss, wird er als Eisstraße, nicht als Eisbrücke bezeichnet.                                               |

## Einteilung nach der Größe
Neben vielen tausend unauffälligen Brücken gibt es eine viel kleinere Anzahl Bauwerke, die auf Grund ihrer Größe oder anderen Eigenschaften besondere Beachtung erhalten und meist auch einen speziellen Unterhalt notwendig machen. Als Beispiel einer solchen Unterscheidung wird hier diejenige angeführt, wie sie im Straßennetz von Frankreich benutzt wird, um zwischen gewöhnlichen Brücken und außerordentlichen Brücken zu unterscheiden. In Deutschland werden Brücken ab 100 m Länge als Großbrücken bezeichnet.
| Bauform                 | Bild                       | Beschreibung |
| ----------------------- | -------------------------- | --- |
| Außerordentliche Brücke | Kochertalbrücke            | Eine Brücke gilt als außerordentliche Brücke, wenn mindestens eine der folgenden Eigenschaften erfüllt ist: - Mindestens ein Brückenfeld hat eine Spannweite größer als 40 m - Die Oberfläche des Brückenträgers ist größer als 1200 m² - Das Gesamtbauwerk ist länger als 100 m - Der überdeckte Bereich des unterführten Gewässers ist länger als 300 m² - Es handelt sich um eine Schwimmbrücke oder eine Bewegliche Brücke - Die Brücke befindet sich in schwierigem Gelände (schlechter Baugrund, außerordentliche Höhe über Grund, Gefahr von Rutschungen) - Durchlässe mit Dimensionen größer 8 m (Metall) oder 9 m (Beton) oder mit einer Überdeckung weniger als 1⁄8 des Durchmessers - Brücken, die außergewöhnliche Baumaterialien oder Strukturen verwenden, die nicht in den Normen behandelt werden |
| Gewöhnliche Brücken     | Fußgängerbrücke in Dresden | Alle Brücken, die nicht den Kriterien der außerordentlichen Brücke entsprechen, werden zu den gewöhnlichen Brücken gezählt. |

## Einteilung nach der Querung
| Bauform                   | Bild                     | Beschreibung |
| ------------------------- | ------------------------ | --- |
| Viadukt                   | Langwieser Viadukt       | Es gibt keine allgemein gültige Definition des Begriffes Viadukt. Meist wird er bei Eisenbahn- und Straßenbrücken verwendet, die länger oder höher sind, als für die Querung des eigentlichen Hindernisses notwendig wäre. Die Lage des Brückenträgers wird dabei meist von der Trassierung des darüber führenden Verkehrsweges vorgegeben.                                            |
| Talbrücke                 | Talbrücke Wilde Gera     | Eine Talbrücke überwindet ein Tal und macht dessen Querung für einen Verkehrsweg einfacher. Eisenbahnbrücken werden in Deutschland als Talbrücken bezeichnet, wenn die Brückenfahrbahn höher als 14 m über dem Gelände liegt. |
| Hangbrücke                | Lehnenviadukt Beckenried | Hangbrücken, in der Schweiz Lehnenviadukt, dienen der Trassierung von Verkehrswegen entlang von Hängen, die instabil sind und mit Hilfe der Brücke gequert werden. |
| Flussbrücke               | Mainbrücke Eltmann       | Eine Brücke, die einen Fluss überquert. Die Querung erfolgt möglichst senkrecht zur Fließrichtung des Gewässers, um Baulänge der Brücke einzusparen. Die Öffnung der Brücke muss genügend groß sein, um die Strömung und den Schiffsverkehr nicht zu behindern. |
| Meeresbrücke              | Jiaozhou-Bucht-Brücke    | Eine Brücke, die über das Meer führt. Meeresbrücken queren Meeresarme und Meerengen und verkürzen dabei Verkehrswege oder erschließen Inseln. Bei diesen Bauwerken muss dem korrosiven Verhalten von Salzwasser und den zusätzlichen Lasten von Wind und Wellen bei Stürmen besondere Beachtung geschenkt werden, ebenso müssen die Bedürfnisse der Schifffahrt berücksichtigt werden. |
| Seebrücke, Landungsbrücke | Seebrücke in Bansin      | Eine Brücke, die nur im Bereich eines Küstenstreifens über das Meer führt. Sie kann zeitweilig als Bootsanleger dienen. |

## Einteilung nach Stützweite

Spannweite nach Bauform

Die nebenstehende Grafik zeigt den Bereich der Stützweiten, in dem eine bestimmte Brückenbauform am kostengünstigsten zu realisieren ist. Manchmal werden aus architektonischen Gründen oder aus technischen Gründen Bauformen gewählt, die nicht im angegebenen Bereich liegen.
| Bauform          | Seitenriss | Bild                       | Beschreibung |
| ---------------- | ---------- | -------------------------- | --- |
| Steinbogenbrücke |            | Adolphe-Brücke             | Steinbogen- oder Mauerwerksbrücken eignen sich nur für kurze Spannweiten. Lange Zeit war die nur kurze Zeit bestehende Trezzo-Brücke in Italien der Rekordhalter mit 72 m, die erst 1903 durch die Adolphe-Brücke in Luxemburg mit einer Spannweite von 85 m abgelöst wurde. In China ist seit 2001 die Danhe-Brücke in Betrieb, die in der Provinz Shanxi mit einer Spannweite von 146 m eine Autobahn überführt.                                                              |
| Balkenbrücke     |            | Pont de Cornouaille        | Die Stahlbalkenbrücke mit der längsten Spannweite ist die Rio-Niterói-Brücke Brücke in Brasilien, wo das mittlere Feld eine Stützweite von 300 m hat. In Frankreich wird der Rekord von der Pont de Cornouaille bei Bénodet gehalten. Sie wurde 1972 eröffnet und hat eine Spannweite von 200 m. In Deutschland ist die Zoobrücke in Köln mit 259 m die am weitesten spannende Balkenbrücke. Die Balkenbrücken sind am wirtschaftlichsten für Spannweiten zwischen 5 und 200 m. |
| Bogenbrücke      |            | Chaotianmen-Yangtse-Brücke | Bogenbrücken lassen größere Stützweiten zu. Sie werden heute im Bereich von 200 bis 500 Meter verwendet. Die größten Bogenbrücken befinden sich in China, wo auch der Weltrekordhalter ist: die Chaotianmen-Yangtse-Brücke über den Jangtsekiang mit einer Spannweite von 552 m, die 2009 fertig gestellt wurde (siehe auch Liste der größten Bogenbrücken). |
| Schrägseilbrücke |            | Russki-Brücke              | Die Schrägseilbrücke eignen sich zwar besonders für große Stützweiten, kommen aber auch für kürzere Spannweiten zum Einsatz. Die Schrägseilbrücke mit der größten Stützweite ist die Russki-Brücke in Wladiwostok, Russland. Die Pfeiler stehen 1104 m auseinander. |
| Hängebrücke      |            | Akashi-Kaikyō-Brücke       | Japanische Akashi-Kaikyō-Brücke mit 1991 m Spannweite. |

## Einteilung nach Länge
Die Brücken können auch nach der Länge des Gesamtbauwerks ohne Berücksichtigung der Anzahl Pfeiler eingeteilt werden. Derzeit gibt es über sechzig Brücken, die länger als 3 km sind. Der größte Teil befindet sich in der Volksrepublik China.